# Жирковский (Клетский район)
Жирковский — хутор в Клетском районе Волгоградской области России, входит в состав Верхнечеренского сельского поселения.

## География
Хутор расположен в западно-центральной части области, по реке Царица.
Уличная сеть состоит из шести географических объектов:
| - пер. Дальний - пер. Дубовый - пер. Кленовый | - ул. Новостройки - ул. Овражная - ул. Раздольная |

## История
В Области Войска Донского хутор входил в юрт станицы Усть-Медведицкой. На хуторе в 1906 году была построена Троицкая церковь, первым священником которой был Попов Федор Федорович.

## Население
| 2010 |
| ---- |
| 165  |

## Известные жители
Хутор — малая родина Героя Советского Союза (1945) Григория Алексеевича Сутулова (1918—1990).

## Инфраструктура
Жирковский фельдшерско-акушерский пункт

## Транспорт
Находится на автодороге местного значения.